# 雷阿利科
35°2′20″S 64°14′50″W / 35.03889°S 64.24722°W

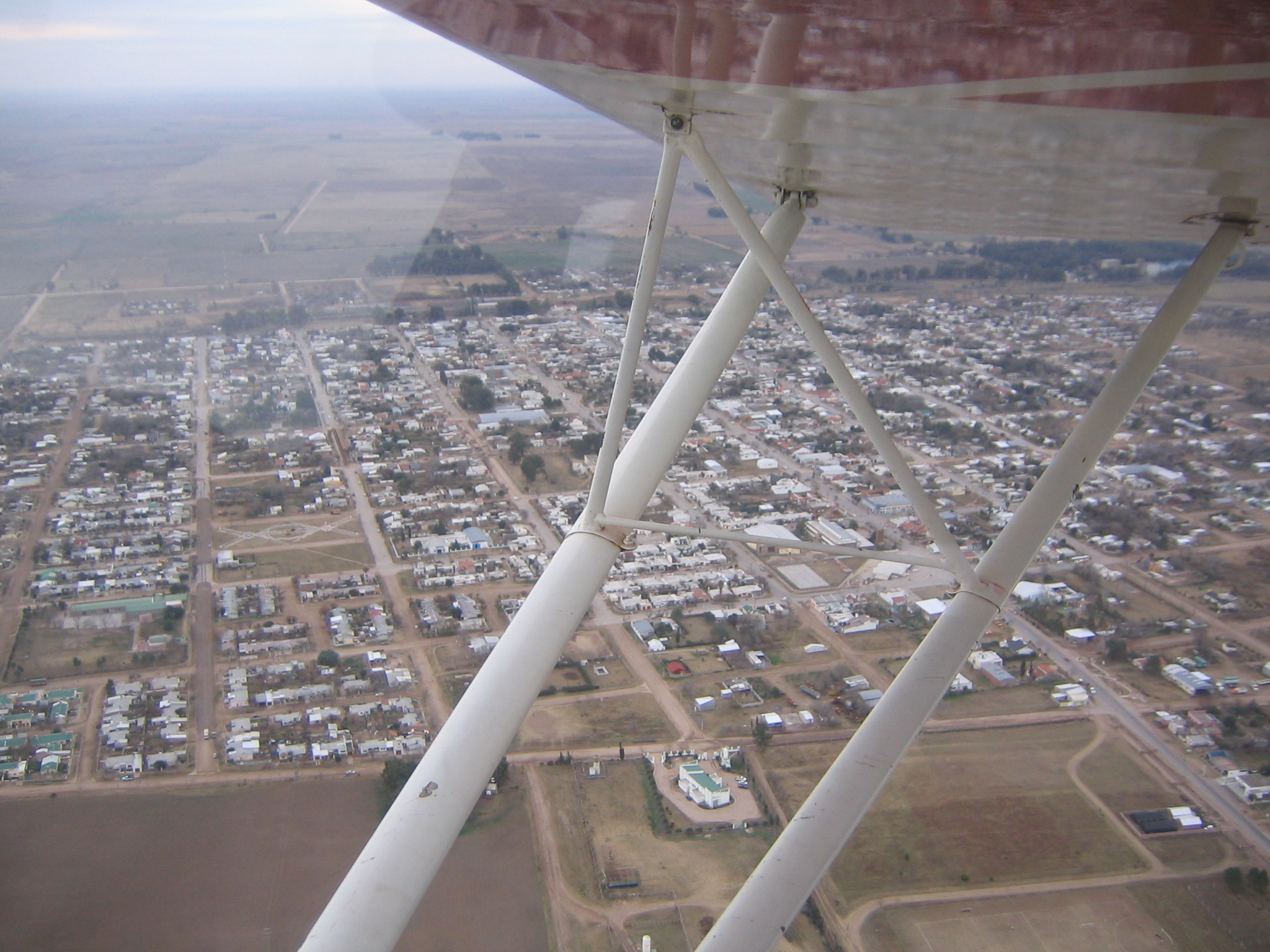

雷阿利科（西班牙語：Realicó），是阿根廷的城市，位於該國中部拉潘帕省，是雷阿利科縣的首府，始建於1907年3月2日，面積475平方公里，海拔高度146米，2001年人口6,789，人口密度每平方公里14人。